# Joe Sample
Joseph Leslie "Joe" Sample (Houston, 1 de fevereiro de 1939 - 12 de setembro de 2014) foi um pianista e tecladista estadunidense, um dos expoentes do jazz.

## Biografia
Nascido no Texas, foi apresentado ao piano quando tinha apenas cinco anos de idade e desde então se afeiçoou ao instrumento; seu irmão tocava numa banda da Marinha, e sua mãe preparava refeições para os músicos, que ele adorava; aos seis começou a ter aulas de piano.
Mais tarde ingressou no curso de música da Universidade do Sul do Texas onde veio a se juntar aos amigos Wilton Felder (saxofone), Stix Hooper (bateria), Wayne Henderson (trombone) e outros músicos para fundarem o conjunto The Jazz Crusaders (que mais tarde passou a se chamar apenas The Crusaders) - eles nunca viriam a concluir a faculdade.
Começaram se apresentando em bares e clubes de strip, percorrendo todos os estados do Golfo fazendo uma música que imitava o estilo de John Coltrane, até que em 1958 se mudaram para Los Angeles, onde finalmente se destacaram por seu som original e cativante. Eles produziam uma música suave que misturava o funk, blues, jazz, gospel e Zydeco.
A fusão que fizeram do soul com o funk foi então pioneira, criando o estilo e técnica que fizeram o jazz contemporâneo e influenciaram a música pop que veio a seguir. Em poucos anos produziram seu primeiro disco, "Looking Ahead" e fizeram canções que, nos anos 60 foram verdadeiros hinos durante as lutas pelos direitos civis que marcaram aquele período; a canção "The Freedom Sound" rapidamente se tornou uma das 40 mais populares.
Na década de 1970 sua canção "Way Back Home" tornou-se notória: em 1974 o grupo Symbionese Liberation Army sequestrara a herdeira Patty Hearst e, na gravação do pedido de resgate ouvia-se ao fundo a canção que, mais tarde se descobriu, fora adotada pelo grupo como seu hino; Sample chegou a ser interrogado pelo FBI sobre uma eventual ligação com os sequestradores ou com a garota, mas declarou que não tinha a menor ideia do que estavam falando.
Estava, junto aos Crusaders, entre os músicos que se apresentaram na célebre luta de 1974 entre Muhammad Ali e George Foreman no Zaire (conhecida como Rumble in the Jungle).
No final dos anos 80 ele finalmente se separou da banda e lançou o disco solo "Ashes to Ashes", onde suas canções mostravam a luta das comunidades afro-americanas por sua preservação.
Veio algumas vezes ao Brasil, uma delas em 1994 onde se apresentou no Free Jazz Festival, ao lado do baixista Marcus Miller e do cantor brasileiro Djavan.
Sample morava com a família na Califórnia, mas mudou-se de volta para Houston, em 2001.

## Morte
A família de Sample postou a notícia de seu falecimento em sua página no Facebook, dizendo: "Às 21:50 h (horário do Texas), dia 12 de setembro de 2014, Joe Sample faleceu. Sua esposa Yolanda e seu filho Nicklas agradecem a todos vocês, fãs e amigos, por suas preces e apoio durante este tempo de pesar".
Sample vinha enfrentando vários problemas de saúde nos últimos anos de sua vida: tivera dois ataques cardíacos (em 1994 e 2009), o desgaste da presença do vírus Epstein-Barr e finalmente um câncer de pulmão que o fez sofrer bastante e de cujas consequências veio finalmente a falecer.